# François Wakata Bolvine
François Wakata Bolvine, né en 1967 à Kanda dans l'arrondissement de Diang (région de l'Est), est un homme politique camerounais, nommé ministre délégué à la Présidence chargé des relations avec les Assemblées en 2019.

## Biographie
En 1996, il a soutenu à l'université de Grenoble III une thèse de sciences de l'information intitulée Politique d'information et pratiques journalistiques. Les différences de traitement de l'information entre journalistes anglophones et francophones à “Cameroon Tribune”.
Il est nommé ministre dans le gouvernement Joseph Dion Ngute, formé le 4 janvier 2019.